# Calendar (Caragiale)
Calendar este o operă literară scrisă de Ion Luca Caragiale despre fiecare lună a anului.